# Elecciones federales de 1991 en Baja California Sur
Las Elecciones federales en Baja California Sur de 1991 se llevaron a cabo el domingo 18 de agosto de 1991, renovándose los titulares de los siguientes cargos de elección popular del estado mexicano de Baja California Sur:
Diputados Federales de Baja California Sur. Dos de ellos electos por mayoría relativa, elegidos en cada uno de los Distritos electorales, mientras que los otros son elegidos mediante representación proporcional. 
Senador de Baja California Sur. Electo por mayoría relativa. 
En esta elección no se presentó ninguna coalición. La coalición federal "PRD-PPS" participó dividida en los dos partidos políticos que la conforman.

## Resultados

### Senado de la República
|  | 63.95 % |

|  | 24.27 % |

|  | 1.55 % |

|  | 1.48 % |

|  | 1.46 % |

|  | 1.43 % |

|  | 1.15 % |

|  | 0.60 % |

|  | 0.19 % |

|  | 0.54 % |

|  | 0.04 % |

|  | 96.40 % |

|  | 3.60 % |

|  | 100.00 % |

|  | 66.51 % |

#### Resultados por Distrito Federal
|  | 62.78 % |

|  | 22.98 % |

|  | 10.31 % |

|  | 66.09 % |

|  | 26.62 % |

|  | 4.16 % |

|  | 63.95 % |

|  | 24.27 % |

|  | 8.14 % |

#### Resultados por Municipio
|  | 66.58 % |

|  | 25.12 % |

|  | 4.87 % |

|  | 63.55 % |

|  | 21.66 % |

|  | 11.05 % |

|  | 59.40 % |

|  | 28.81 % |

|  | 7.06 % |

|  | 65.28 % |

|  | 29.13 % |

|  | 2.97 % |

|  | 63.95 % |

|  | 24.27 % |

|  | 8.14 % |

### Diputados federales
|  | 63.81 % |

|  | 23.56 % |

|  | 1.56 % |

|  | 1.53 % |

|  | 1.53 % |

|  | 1.42 % |

|  | 1.19 % |

|  | 0.60 % |

|  | 0.52 % |

|  | 0.29 % |

|  | 0.05 % |

|  | 96.05 % |

|  | 3.95 % |

|  | 100.00 % |

|  | 65.19 % |

#### Distrito Federal 01(La Paz)
|  | 62.74 % |

|  | 21.82 % |

|  | 2.10 % |

|  | 2.01 % |

|  | 1.93 % |

|  | 1.75 % |

|  | 1.62 % |

|  | 0.73 % |

|  | 0.65 % |

|  | 0.39 % |

|  | 0.07 % |

|  | 95.80 % |

|  | 4.20 % |

|  | 66.39 % |

#### Distrito Federal 02(Santa Rosalía)
|  | 65.81 % |

|  | 26.77 % |

|  | 0.88 % |

|  | 0.81 % |

|  | 0.65 % |

|  | 0.49 % |

|  | 0.46 % |

|  | 0.40 % |

|  | 0.13 % |

|  | 0.12 % |

|  | 0.02 % |

|  | 96.52 % |

|  | 3.48 % |

|  | 63.08 % |

#### Resultados por Distrito Federal
|  | 62.74 % |

|  | 21.82 % |

|  | 11.17 % |

|  | 65.81 % |

|  | 26.77 % |

|  | 3.93 % |

|  | 63.81 % |

|  | 23.56 % |

|  | 8.63 % |

#### Resultados por Municipio
|  | 65.59 % |

|  | 25.73 % |

|  | 4.77 % |

|  | 63.52 % |

|  | 20.41 % |

|  | 12.01 % |

|  | 59.26 % |

|  | 28.10 % |

|  | 7.45 % |

|  | 66.15 % |

|  | 28.45 % |

|  | 2.57 % |

|  | 63.81 % |

|  | 23.56 % |

|  | 8.63 % |